# Charles Alain de Rohan
Karel Alain Gabriel de Rohan (18. ledna 1764 Versailles – 24. dubna 1836 Sychrov) byl francouzský voják a kníže ze šlechtického rodu Rohanů, žijící v Čechách.

## Život
Narodil se jako nejstarší syn Henriho Louise de Rohan. Od mládí se připravoval na kariéru válečníka, v době vypuknutí Velké francouzské revoluce byl majitelem pluku, v roce 1792 emigroval a vstoupil do služeb Velké Británie, v roce 1798 přešel do rakouských služeb, zde bojoval v severní Itálii. V rakouské službě dosáhl v roce 1807 hodnosti polního podmaršálka a aktivní službu opustil v roce 1815.
Po smrti otce (1809) se stal hlavou rodu a rozhodl se o usazení v Čechách (za hlavní venkovskou rezidenci byl určen Sychrov v roce 1820 na panství Svijany), pro Rakousko získal Karlův otec a jeho tři synové inkolát již v roce 1808. Po jeho smrti se hlavou rodu stal jeho bratr Victor.
Od roku 1788 držel titul vévody z Montbazonu, od roku 1809 kníže z Guémené, vídeňský kongres mu přiznal bouillonské dědictví včetně titul vévoda z Bouillonu (nakonec z tohoto dědictví Rohanům zůstal v podstatě jenom titul). V roce 1801 byl vyznamenán rytířským křížem řádu Marie Terezie, v roce 1823 potom Řádem zlatého rouna.